# Vegas Altas (localité)
Pour les articles homonymes, voir Vegas Altas.
Vegas Altas est une localité espagnole située dans la commune de Navalvillar de Pela dans la province de Badajoz en Estrémadure.